# Macrognathus caudiocellatus
Macrognathus caudiocellatus är en fiskart som först beskrevs av Boulenger, 1893.  Macrognathus caudiocellatus ingår i släktet Macrognathus och familjen Mastacembelidae. Inga underarter finns listade i Catalogue of Life.